# Pristimantis percultus
Espèce
Synonymes
- Eleutherodactylus percultus Lynch, 1979

Statut de conservation UICN

 EN B1ab(iii) : En danger
Pristimantis percultus est une espèce d'amphibiens de la famille des Craugastoridae.

## Répartition
Cette espèce est endémique de la province de Zamora-Chinchipe en Équateur. Elle se rencontre à Abra de Zamora à environ 2 850 m d'altitude.

## Description
Le mâle mesure 29,8 mm et la femelle 38,2 mm.

## Étymologie
Le nom spécifique percultus vient du latin percultus, hautement orné, en référence aux bandes orange présentes sur les lèvres de cette espèce.

## Publication originale
- Lynch, 1979 : Leptodactylid frogs of the genus Eleutherodactylus from the Andes of southern Ecuador. Miscellaneous Publication, Museum of Natural History, University of Kansas, no 66, p. 1-62 (texte intégral).